# William Stein
William Howard Stein, född 25 juni 1911 i New York, död där 2 februari 1980, var en amerikansk biokemist, som var professor vid Rockefeller Institute i New York från 1952. År 1972 tilldelades Stein, tillsammans med Christian Anfinsen och Stanford Moore, Nobelpriset i kemi för deras bidrag till förståelsen av kopplingen mellan kemisk struktur och katalytisk aktivitet hos ribonukleasmolekylen.
Stein var också delaktig i uppfinningen av den automatiska aminosyraanalysatorn, ett framsteg inom kromatografi som öppnade dörren till moderna kromatografimetoder, såsom vätskekromatografi och gaskromatografi.

## Biografi
Stein var son till Fred M. Stein, en affärsman som gick i tidig pension för att stödja lokala hälsoorganisationer i New York, och Beatrice Borg Stein, en barnrättsaktivist som utvecklade fritidsaktiviteter. De främjade hans intressen inom biovetenskapen från en ung ålder och som barn gick Stein i den nyligen etablerade "progressiva" Lincoln School som sponsrades av Teachers College of Columbia University. Där kunde han utforska naturvetenskapen genom studiebesök och vetenskapsprojekt. Vid sexton års ålder började han studera vid Phillips Exeter Academy i New England för att förbereda sig för högre utbildning.
År 1936, under sina forskarstudier vid Columbia University, gifte sig Stein med Phoebe Hockstader. De fick tre söner tillsammans: William H. Stein, Jr., David F. Stein och Robert J. Stein. Stein bodde med sin familj i New York resten av sitt liv - främst på Manhattan och en kort tid i Scarsdale, New York.
Stein och hans hustru reste runt om i världen och var även värd för många framstående forskare i sitt eget hem i New York City under hela hans vetenskapliga karriär. Förutom Steins långvariga professur vid Rockefeller Institute tjänstgjorde han som gästprofessor vid University of Chicago 1961 och Harvard University 1964. Han föreläste också vid Washington University in St. Louis och Haverford College.
År 1969 drabbades Stein av plötslig förlamning, diagnostiserad som Guillain-Barrés syndrom, efter att ha utvecklat feber flera dagar tidigare under ett symposium i Köpenhamn. Vid sextioåtta års ålder drabbades han oväntat av hjärtsvikt och dog den 2 februari 1980 i New York.

## Karriär och vetenskapligt arbete
Stein började sin högre utbildning inom kemi vid Harvard University 1929. Han tillbringade ett år som doktorand vid Harvard University innan han flyttade till institutionen för biologisk kemi vid College of Physicians and Surgeons, Columbia University, 1934 för att fokusera på biokemi. År 1937 avslutade Stein under handledning av Hans Thatcher Clarke sin avhandling om aminosyrasammansättningen av elastin och tog sin doktorsexamen. Stein introducerades för kaliumtrioxalatokromatkromat och ammoniumrodanialat av Max Bergmann, en judisk-tysk biokemist som arbetade i ett laboratorium vid Rockefeller Institute. Han använde dessa två utfällningsmedel för att isolera aminosyrorna glycin respektive prolin för sin forskning om elastin. I slutet av sin akademiska karriär fortsatte Stein att arbeta under Bergmann.
Efter avslutad formell utbildning blev Stein forskare under Bergmann vid Rockefeller Institute, där mycket av hans viktigaste arbete utfördes. Stanford Moore började arbeta i Bergmanns laboratorium 1939, där han och Stein började forska med inriktning på aminosyror. Deras arbete på detta område stördes till en början av andra världskriget, och de skildes tillfälligt för att hjälpa till i krigsansträngningarna. De började dock samarbeta igen efter att Bergmann dog 1944 och fick ett erbjudande av direktören för Rockefeller Institute, Herbert S. Gasser, att fortsätta Bergmanns arbete med aminosyror.
Stein och Moore utvecklade en metod för att kvantifiera och separera aminosyror med kolonnkromatografi, med potatisstärkelse som stationär fas. Fraktionerna, som ursprungligen samlades in manuellt, samlades in i deras nyutvecklade automatiserade fraktionsuppsamlare, och mängden av varje aminosyra bestämdes genom en justerad färgreaktion med ninhydrin. De började testa andra separationsmetoder, såsom jonbyteskromatografi, för att minska analystiden, eftersom det tog två veckor att analysera ett protein med stärkelsekolonnerna. Jonbyteskromatografi minskade tiden till 5 dygn under de första experimenten, och så småningom sänkte Stein och Moore processtiden ytterligare med hjälp av Daryl Spackman, vilket resulterade i den första automatiska aminosyraanalysatorn. Tillsammans med deras välkända arbete i proteinsekvenser användes denna automatiska aminosyraanalysator också i Steins studie av aminosyror i mänsklig urin och blodplasma.
Med sin framgång med att förbättra analystiden för aminosyror började Stein och Moore bestämma strukturen hos en hel proteinmolekyl, särskilt bovin ribonukleas, i början av 1950-talet. De bestämde hela sekvensen av ribonukleas 1960. Denna sekvens i kombination med röntgenanalys av den kristalliserade ribonukleasen leder till bestämning av nukleasens aktiva plats. Stein vann Nobelpris i kemi 1972 tillsammans med Moore och Christian Boehmer Anfinsen, för deras arbete med ribonukleas och "för deras bidrag till förståelsen av sambandet mellan kemisk struktur och katalytisk aktivitet hos ribonukleasmolekylen."

## Utmärkelser och hedersbetygelser
Stein fick ett antal utmärkelser för sina bidrag till det biokemiska området, såsom:
- American Chemical Society Award i kromatografi och elektrofores (1964) med Stanford Moore
- Richardsmedaljen från American Chemical Society (1972) med Stanford Moore
- Kaj Linderstrøm-Lang-priset, Köpenhamn (1972) med Stanford Moore
- Nobelpriset i kemi (1972) med Stanford Moore och Christian B. Anfinsen

Stein fick även många utmärkelser från Columbia University och Albert Einstein College of Medicine vid Yeshiva University, såsom: D.Sc. honoris causa, Columbia University (1973), D.Sc. honoris causa, Albert Einstein College of Medicine vid Yeshiva University (1973) och Award of Excellence Medal, Columbia University Graduate Faculty and Alumni Association (1973).